# Heligmonevra nuda
Heligmonevra nuda là một loài ruồi trong họ Asilidae. Heligmonevra nuda được Bezzi miêu tả năm 1906. Loài này phân bố ở vùng nhiệt đới châu Phi.